# Lemuel Gulliver
Lemuel Gulliver, izmišljeni lik, protagonist Gulliverovih putovanja Jonathana Swifta, iz 1726. godine. Otkrio je Lilliput i Blefuscu, Brobdingnag, Laputu, Balnibarbi, Luggnagg, Glubbdubdrib i Houyhnhnmsku zemlju.

## Izmaštana biografija
Lemuel Gulliver je rođen u Nottinghamshireu, od oca koji je imao malu kuću. Obitelj mu potječe iz Oxfordshirea. Studirao je tri godine na sveučilištu u Cambridgeu. Izučio je navigaciju i pomorstvo.
Bio je opsjednut putovanjima.